# 三角町立青海中学校
三角町立 青海中学校（みすみちょうりつ せいかいちゅうがっこう）は、熊本県宇土郡三角町（現・宇城市）にあった公立中学校。

## 沿革
- 1947年（昭和22年） - 学制改革により郡浦村立青海中学校、大岳村立大岳中学校発足
- 1955年（昭和30年） - 町村合併により三角町立青海中学校、三角町立大岳中学校と改称
- 1958年（昭和33年） - 統合により三角町立青海中学校と改称
- 2002年（平成14年） - 三角中学校と統合し、三角町立（現・宇城市立）三角中学校発足

## 跡地の利用
跡地は現在、宇城市立青海小学校の校地となっている。